# Münchsteinach
Münchsteinach település Németországban, azon belül Bajorországban. Lakosainak száma 1465 fő (2023. december 31.). Münchsteinach Baudenbach és Markt Taschendorf községekkel határos.

## Népesség
A település népessége az elmúlt években az alábbi módon változott:
| Lakosok száma | 515  | 673  | 1116 | 1329 | 1369 | 1380 | 1346 | 1340 | 1411 | 1465 |
|               | 1875 | 1950 | 1975 | 1987 | 2012 | 2014 | 2016 | 2017 | 2021 | 2023 |